# Jacura
Jacura é uma cidade venezuelana, capital do município de Jacura (município).